# تسشدورف
تسشدورف (به آلمانی: Zeschdorf) یک شهر در آلمان است که در مرکیش-اودرلند واقع شده‌است. تسشدورف ۱٬۴۱۰ نفر جمعیت دارد.